# 三甲基氯化锡
三甲基氯化锡是一种有机锡化合物，化学式为(CH3)3SnCl。它是一种具有不愉快气味的白色固体，易水解，高毒。

## 制备
三甲基氯化锡可以通过四甲基锡与四氯化锡的重分配反应来制备。
SnCl4  +  3 SnMe4 →  4 Me3SnCl
这就是Kocheshkov重分配反应。它需要在惰性气氛下，例如氩气中进行，通常不使用任何溶剂。
生成Me3SnCl的第二种方法为用氯化剂（例如氯化氢或亚硫酰氯(SOCl2)）来氯化三甲基氢氧化锡而成：
Me3SnOH  +  HCl  →   Me3SnCl + H2O

## 用处
三甲基氯化锡是三甲基锡基团的来源。 例如，它是乙烯基三甲基锡和茚基三甲基锡的前体：
CH2=CHMgBr  +  Me3SnCl   →   Me3SnCH=CH2 + MgBrCl
LiC9H7  +   Me3SnCl  →  Me3SnC9H7  +   LiCl
有机锂试剂可以和Me3SnCl反应，形成碳-锡键：
LiCH(SiMe3)(GeMe3) + Me3SnCl  →  Me3SnCH(SiMe3)(GeMe3) + LiCl
衍生自Me3 SnCl的有机锡化合物可用于有机合成，特别是自由基反应。Me3SnCl是PVC 稳定剂的前体。还原三甲基氯化锡可以生成含锡-锡键的化合物： 
Me3SnM + Me3SnCl  →  Sn2Me6 + MCl (M = 金属)
ECW模型分析了Me3SnCl的路易斯酸性质，得到EA = 2.87和CA = 0.71。三甲基氯化锡可以和各种路易斯碱形成加合物，不过如果和乙醚形成加合物，Sn上的甲基和氧上的乙基之间产生空间排斥。 然而，当路易斯碱为四氢呋喃时，空间位阻降低。 ECW模型可以用于测量这些位阻效应。